# 5008 Miyazawakenji
5008 Miyazawakenji (Provisorisk beteckning: 1991 DV) är en asteroid i asteroidbältet, upptäckt 20 februari 1991 av den japanske astronomen Atsushi Sugie vid Dynic-observatoriet, Taga, Shiga prefektur, Japan. Asteroiden har fått sitt namn efter den japanske författaren Kenji Miyazawa.
Den tillhör asteroidgruppen Flora.